# المجلس الوطني (النمسا)
المجلس الوطني (بالألمانية: Nationalrat) هو واحد من مجلسي البرلمان النمساوي. وفقا للدستور، والمجلس الوطني والمجلس الاتحادي التكميلية هي أقرانهم. من الناحية العملية، والمجلس الوطني هو بالتأكيد أكثر قوة، على الرغم من أنه كثيرا ما يوصف بأنه مجلس النواب.

## المسؤوليات
المجلس الوطني هو المكان الذي تتركز السلطة التشريعية الاتحادية في النمسا ، على مشروع قانون ليصبح القانون الاتحادي، فإنه يجب أن تحل عليها هذه القاعة . وترسل مشاريع القوانين التي يجيزها المجلس الوطني إلى المجلس الاتحادي لل تأييد . إذا وافق المجلس الاتحادي لل قانون أو ببساطة لا يفعل شيئا لمدة ثمانية أسابيع، وقد نجح مشروع القانون. إذا الفيتو في المجلس الاتحادي مشروع القانون، يجوز للمجلس الوطني لا يزال إرغامه على القانون أساسا مجرد مرور مرة أخرى ؛ قرار المجلس الوطني نقض اعتراض المجلس الاتحادي مجرد لديها لتلبية النصاب أعلى من القرار العادية. وبعبارة أخرى، لا يملك المجلس الاتحادي أي سلطة حقيقية لمنع اعتماد تشريعات، والمجلس الوطني التمكن مسلي لتجاوز ذلك. هناك ثلاثة استثناءات لهذه القاعدة : فواتير بتعديل القانون الدستوري، وفواتير الحد من حقوق الدول الأعضاء في النمسا، والفواتير المتعلقة بتنظيم السلطة التشريعية نفسها لا يمكن ان يجبر على القانون ضد المعارضة المجلس الاتحادي .
مطلوب أيضا موافقة المجلس الوطني لأكثر من صلاحيات الجمعية الاتحادية أن تمارس . على سبيل المثال، والاقتراحات للدعوة إلى استفتاء يهدف إلى وجود عزله من منصبه من قبل الناخبين الرئيس، والاقتراحات لإعلان حرب شاملة يحتاج إلى اغلبية الثلثين في المجلس الوطني . فقط الاقتراحات لعزل الرئيس يمكن أن يكون أيضا من المجلس الاتحادي .

## الانتخابات
يتم انتخاب 183 أعضاء من المجلس الوطني عن طريق الاقتراع الشعبي على مستوى الأمة لمدة خمس سنوات، كل ستة عشر عاما النمساوية أو أكثر في اليوم الانتخابات تجري يحق له صوت واحد. انتخابات المجلس الوطني هي الانتخابات العامة. ويهدف نظام التصويت في القوائم الحزبية بالتمثيل النسبي ، والاستخدامات قوائم مفتوحة جزئيا ، و غير واضحة نسبيا :
- لأغراض انتخابات المجلس الوطني، وتنقسم النمسا إلى تسع دوائر انتخابية الإقليمية المقابلة لتسعة الدول النمسا . وتنقسم الدوائر الانتخابية الإقليمية التسعة إلى ما مجموعه 43 الدوائر الانتخابية المحلية. تقدم الأحزاب السياسية قوائم منفصلة المرتبة المرشحين لكل دائرة أو الإقليمية أو المحلية، التي اختارت أن تشغيل. كما أنها تقدم قائمة المستوى الاتحادي .
- يتم عد الأصوات المدلى الأولى ضمن الدوائر الانتخابية المحلية. لأن هناك 43 منطقة محلية ولكن 183 مقعدا لملء، والدوائر المحلية وعادة ما يكون أكثر من مقعد المخصصة لها . ويستند عدد المقاعد المخصصة لكل منطقة محلية فقط على سكان الدائرة الانتخابية، والتي وضعتها أحدث تعداد، وقواعد التقسيم وقسمة بسيطة بما فيه الكفاية لمنع الغش من أن تصبح قضية. عدد الأصوات المطلوبة للفوز بمقعد واحد هو ببساطة عدد من الأصوات مقسوما على عدد المقاعد المخصصة لل منطقة المعنية. [بحاجة لمصدر] على سبيل المثال، إذا ويلقي 150,000 صوتا في حي المحلية خمسة مقاعد الخاص بك، 30,000 صوتا الفوز بمقعد واحد . إذا حزبكم وسجل 61,000 صوتا من أصل ال 150,000 الأصوات، يحق حزبكم إلى مقعدين، التي ينبغي اتخاذها من قبل المرشحين الأولين على قائمة المقاطعة المحلية حزبكم . منذ 60,000 صوتا كان كافيا للفوز بمقعدين و 1000 تركت الأصوات في عداد المفقودين قبل هذه الجولة الأولى من فرز .
- يتم التعامل مع أي صوت لا تحتسب على المستوى المحلي مع على المستوى الإقليمي، بشرط أن يكون الطرف قد تم صبغه ل حصل ما لا يقل عن أربعة في المئة من اجمالي الاصوات الإقليمية.[بحاجة لمصدر] هذا النظام هو مماثلة لتلك المستخدمة في مستوى المقاطعة، وعدد المقاعد المخصصة لل منطقة الإقليمية هو ببساطة عدد المقاعد المخصصة لإحدى الدوائر المحلية المكونة لها ولكن لا شغل خلال الجولة الأولى من فرز .
- أي صوت لا تمثل على المستوى الإقليمي إما يتم التعامل معها على المستوى الاتحادي، شريطة أن يكون الطرف قد تم صبغه ل حصل ما لا يقل عن أربعة في المئة من الاصوات الاتحادية الإجمالي. وطريقة هونت يستخدم ل تخصيص أية مقاعد المجلس الوطني المتبقية المراد شغلها .

بالإضافة إلى التصويت لقائمة الحزب، قد أعرب عن تفضيل الناخبين لمرشح واحد على حدة. و المرشح الذي يحصل العديد من الأصوات بما فيه الكفاية الشخصية يمكن أن ترتفع في المرتبة على قائمة الحزب دائرته أو لها، وبالتالي الناخبين لديهم درجة معينة من التأثير على النحو الذي فاز سيما الفردية التي مقعد معين . ليس من الممكن، مع ذلك، للتصويت في وقت واحد لحزب X ولكن التأثير على الترتيب المرشح على قائمة الحزب من حزب Y.

## خصوصيات
يحدد الدستور الاتحادي في النمسا النمسا لتكون الديمقراطية الرئاسية: يفترض أن الفرع التنفيذي للحكومة التي سيرأسها الرئيس وليس أن تكون مسؤولة أمام السلطة التشريعية. في الممارسة العملية، ومع ذلك، والإدارة النمسا الاتحادية على هذا النحو لديها مجال كبير نسبيا وسيتم شلت تماما تقريبا في حال فشل المجلس الوطني لدعم ذلك. في حين أن السلطة التنفيذية لديها سلطة النظرية إلى حل المجلس الوطني معادية، مؤتمر دستوري يمنع هذه السلطة من أن تمارس. النمسا يعمل وفقا لذلك كدولة ديمقراطية برلمانية: لجميع النوايا والمقاصد، ومجلس الوزراء يخضع لموافقة من قبل المجلس الوطني، الرئيس يجري أكثر قليلا من صوريا.
والتناقض بين النظرية الدستورية المتعلقة النمساوية والممارسة السياسية النمساوية هو أن الدستور يحدد رئيس المجلس الوطني ليكون ثاني أعلى مسؤول في النمسا العامة، صغار فقط للرئيس المناسبة. من الناحية العملية، ورئيس المجلس الوطني هو ممثل الأهمية بدلا المعتدل: الفيتو طاقة أقل من الرئيس بالتبعية يعني الفيتو طاقة أقل من رئيس مجلس الوزراء أو حتى معظم الوزراء الاتحاديين. رئيس المجلس الوطني وبالتالي يخدم معظمها لمشرف أكثر أو أقل غير حزبية من النقاش البرلماني.

## المكياج للمجلس الوطني
| الحزب | الحزب                                | عضو |
|       | حزب الشعب النمساوي                   | 62  |
|       | الحزب الديمقراطي الاجتماعي في النمسا | 52  |
|       | حزب الحرية النمساوي                  | 51  |
|       | NEOS - والنمسا جديد                  | 10  |
|       | PILZ - اقائمة فطر                    | 9   |
| مجموع | مجموع                                | 183 |

## الأعضاء
- 1970-1971
- 1971-1975
- 1975-1979
- 1979-1983
- 1983-1986
- 1986-1990
- 1990-1994
- 1994-1999
- 1999-2002
- 2002-2006
- 2006-2008
- الحالية (السابق)

## الانتخابات
- انتخابات الجمعية الدستورية النمساوية، 1919
- الانتخابات التشريعية النمساوية، 1920
- الانتخابات التشريعية النمساوية 1923
- الانتخابات التشريعية النمساوية، 1927
- الانتخابات التشريعية النمساوية، 1930
- الانتخابات التشريعية النمساوية 1945
- الانتخابات التشريعية النمساوية، 1949
- الانتخابات التشريعية النمساوية، 1953
- الانتخابات التشريعية النمساوية، 1956
- الانتخابات التشريعية النمساوية، 1959
- الانتخابات التشريعية النمساوية، 1962
- الانتخابات التشريعية النمساوية، 1966
- الانتخابات التشريعية النمساوية 1970
- الانتخابات التشريعية النمساوية، 1971
- الانتخابات التشريعية النمساوية، 1975
- الانتخابات التشريعية النمساوية، 1979
- الانتخابات التشريعية النمساوية، 1983
- الانتخابات التشريعية النمساوية، 1986
- الانتخابات التشريعية النمساوية، 1990
- الانتخابات التشريعية النمساوية، 1994
- الانتخابات التشريعية النمساوية، 1995
- الانتخابات التشريعية النمساوية، 1999
- الانتخابات التشريعية النمساوية، 2002
- الانتخابات التشريعية النمساوية، 2006
- الانتخابات التشريعية النمساوية، 2008
- الانتخابات التشريعية النمساوية 2013